# Дневна брига о одраслима
Дневна брига о одраслима су програми који обезбеђују личне и социјалне услуге одраслима који нису способни да се брину о себи. Услуге дневне бриге најчешће користе особе са физичким и менталним дисабилитетима чији стараоци морају често да буду одсутни. Услуге се пружају у самом дому, у дневном центру или институцији здравствене или социјалне заштите.